# Джекі Куган
Джон Леслі Куґан (англ. John Leslie Coogan, більше знаний як Джекі Куґан; нар. 26 жовтня 1914 — пом. 1 березня 1984) — американський кіноактор. З малих років почав зніматися у німих фільмах. Співпрацював з Чарлі Чапліном. Став славетним після того як знявся у фільмі «Малюк». Згодом також став відомим завдяки ролі дядька Фостера у популярному серіалі 1960-х років «Родина Адамсів».

## Біографія

### Ранні роки
Джекі Куґан народився 26 жовтня 1914 року в місті Лос-Анджелес, штат Каліфорнія, США, у сім'ї акторів водевілю.

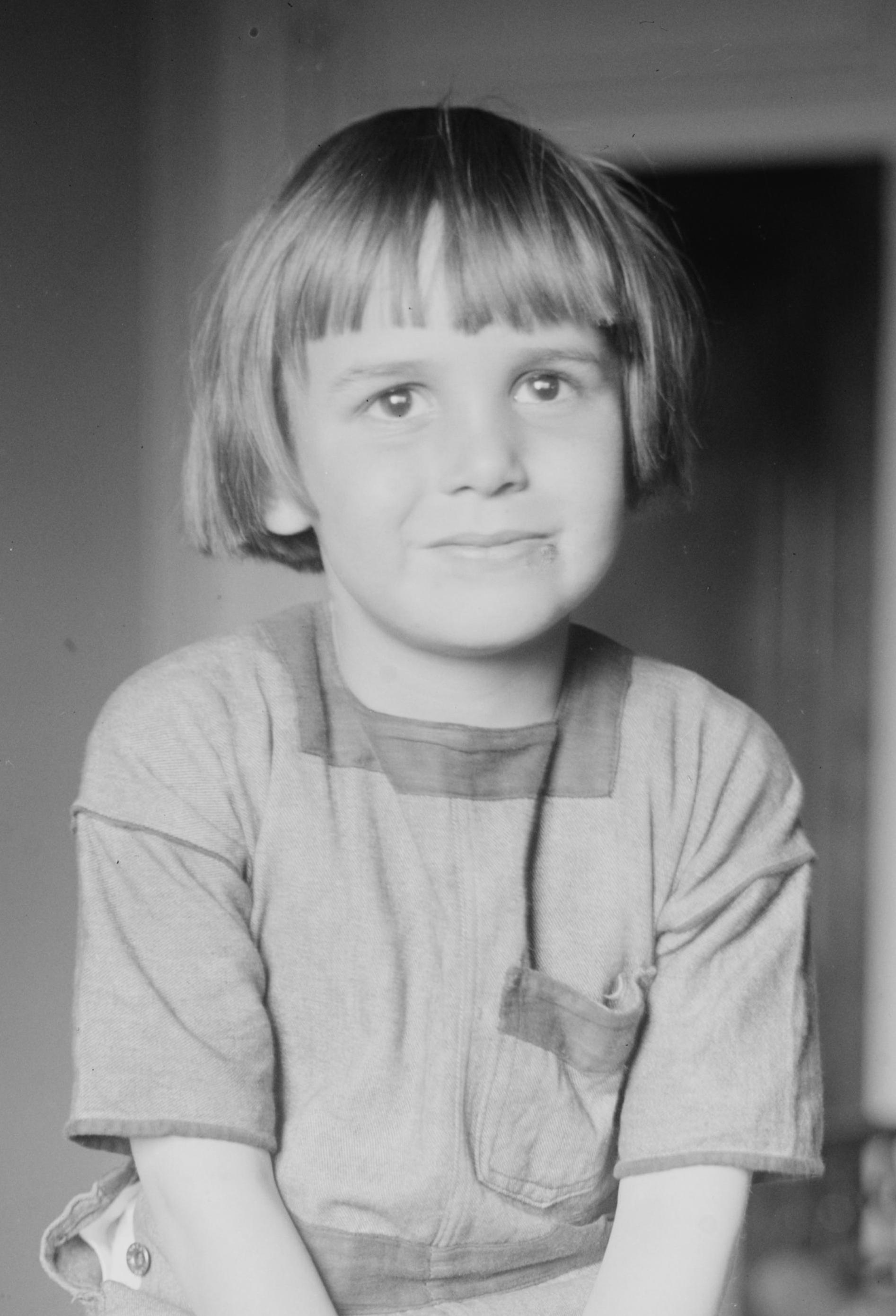

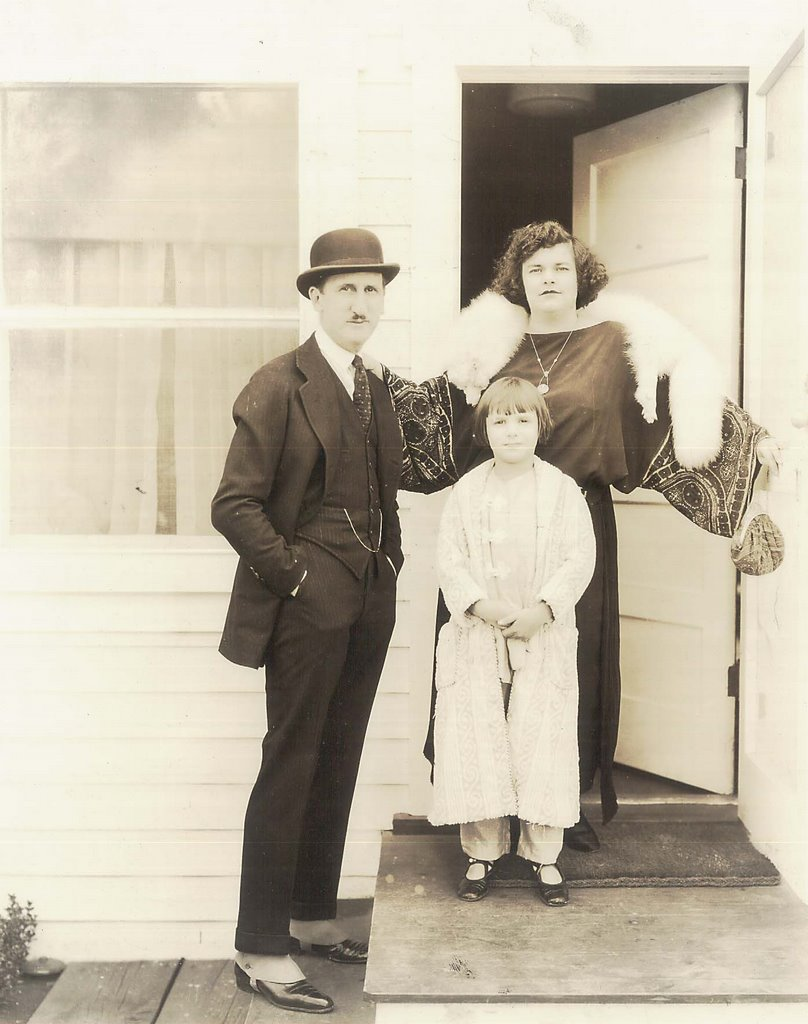
Джекі Куґан з батьками

Батько Джекі, Джек Куґан, відомий на початку XX століття під псевдонімом «Великий Джек», був танцюристом. Він також працював комедійним актором і танцюристом у вар'єте. Джек народився і виріс у містечку Сіракуза, штат Нью-Йорк, в родині емігрантів з Ірландії. На відміну від свого брата, який займався аптечним бізнесом і мав свій магазин, в своїй кар'єрі він вибрав творчий шлях. Він вперше ступив на сцену ще бувши підлітком. А першу славу йому принесло знайомство з знаменитої в той час сім'єю театральних акторів «Братів Ділланів з Кортланда». Коли один з акторів цієї сім'ї помер, він зайняв його місце і став повноправним їх учасником. Через них він потрапив в водевіль і вирушив на захід США, щоб побудувати свою кар'єру в шоу-бізнесі, де і познайомився зі своєю майбутньою дружиною.
Мати Джекі, Лілліан Куґан, до шлюбу мала ім'я Лілліан Доллівер, і після другого шлюбу (13 травня 1935) змінила його на Лілліан Бернштейн, виступала на сцені разом з батьками з ранніх років і була відома в акторських колах США з 5-ти років під псевдонімом «Малятко Лілліан» з постановки «Маленький Лорд Фаунтлерой». Пізніше вона також брала участь у водевіль-постановках разом з Рене Роджерсом.
Народження дитини в сім'ї акторів, таких як Джек і Лілліан, означало появу серйозних змін у їх способі життя, який припускав постійні переїзди услід за театром, практично цілодобову зайнятість на сцені і проживання у другосортних готелях. Можливість виступу з їх власним номером, поставленим незадовго до їхнього весілля, також з цього моменту вставала під сумнів. Тому, щоб не міняти нічого в своєму житті і не створювати незручностей дитині, було ухвалено рішення передати Джекі батькам Лілліан, які жили в Окленді. Джекі до 3-х років виховувався переважно ними, в той час як його батьки продовжували роз'їжджати по країні зі своїми виступами.

### Дебют в кіно
У 1917 році батько Джекі отримав пропозицію взяти участь у постановці «The Show of Wonders». Це пропозиція могла істотно підвищити заробітки їхні родини, але воно також значило, що їм доведеться тимчасово призупинити виступ зі своїм власним номером. Рішення було прийнято. Постановка стартувала в Чикаго 13 травня 1917.
Оскільки тепер у Лілліан з'явився вільний час, вона забрала Джекі у своїх батьків і взяла його з собою. Поки Джек був зайнятий у постановці, Лілліан і Джекі проводили час на пляжі в Чикаго. В один з таких днів до них підійшов чоловік, який представився заступником директора Essanay Film Manufacturing Company. Він повідомив, що найближчим часом їх студія планує знімання нового фільму «Малюк Скіннера», і вони шукають хлопчика для виконання однієї з ролей. Він запропонував Лілліан спробувати Джекі на цю роль.
Вона погодилася, і в призначений день привела Джекі в студію. Джекі отримав цю роль, вигравши її серед інших кандидатів. Знімання зайняло небагато часу, після чого їм запропонували продовжити співпрацю. Але мати Джекі відмовилася, оскільки ця робота передбачала дуже маленьку оплату. Між тим постановка, в якій був зайнятий батько Джекі, завершила виступ в Чикаго і рушила далі. Лілліан знову відвезла Джекі своїм батькам і вирушила слідом за чоловіком.

### Зустріч зЧарлі Чапліном
Липневим ввечором 1919 постановка «An Intimate Revue», яка продовжувала свої мандри по великих містах США, дала свій черговий виступ в Оперному театрі Лос-Анджелеса (сучасна назва «Palace Theater») перед переїздом в наступне місто. Як і під час виступу в Сан-Франциско, Джекі вивели на сцену, де він прочитав свою промову і виконав танець шиммі.
Цього дня серед глядачів був Чарлі Чаплін, який саме шукав натхнення для свого нового фільму. В цей час у Чарлі був укладений контракт зі студією «First National», згідно з яким він повинен був зняти для неї 8 невеликих фільмів. Чарлі докладно описав у своїй автобіографії, як відбулося його знайомство з Джекі:
 …Щоб відволіктися, я пішов в «Орфеум». Там виступав якийсь танцюрист-ексцентрик, який нічим особливим не відрізнявся. Закінчивши номер, він вивів на сцену свого чотирирічного сина. Хлопчик вклонився публіці разом з батьком, а потім раптом зробив кілька кумедних рухів, подивився на глядачів, помахав рукою і втік. Публіка була в захваті, і хлопчикові довелося знову вийти на сцену. Цього разу він виконав інший танець, який міг би призвести неприємне враження, якби не виконавець. Але Джекі Куґан був чарівний, і глядачам танець дуже сподобався. Щоб він не робив, цей малюк, все в ньому було чарівно.
Поява на сцені маленького хлопчика змусило Чарлі згадати своє дитинство, коли він був змушений виходити на сцену, щоб заробити грошей. Це надихнуло його на ідею фільму, де могли б зіграти він сам і Джекі.
Після закінчення номера Чарлі домовився зустрітися з батьками Джекі, щоб розповісти їм про цю ідею. Зустріч відбулася через кілька днів в холі готелю «Олександрія». Але, перш ніж почати роботу над цим фільмом, Чарлі вирішив перевірити здібності Джекі, задіявши його в невеликій ролі в своєму новому фільмі «Задоволення дня». Батьки Джекі дали Чарлі свою згоду, і незабаром почалися зйомки, в процесі яких Чарлі переконався, що Джекі володіє не тільки талантом, але і харизмою.
Зважитися остаточно на укладення контракту на знімання Джекі, Чарлі підштовхнуло одна цікава подія:

… Я згадав про нього приблизно через тиждень, коли сидів у павільйоні, оточений акторами, і роздумував над темою майбутньої картини … Я став розповідати про побачене в «Орфеумі», згадав про хлопчика Джекі Куґана, який вийшов з батьком на виклики залу. Тут хтось сказав, що читав у ранковій газеті, що Роско Арбакл запросив Джекі Куґана зніматися в його фільмі. Ця новина немов громом вразила мене. Боже мій! Як же я про це не подумав? Звичайно, він був би чудовий на екрані! І я почав придумувати трюки і сюжетні ситуації, в яких міг би з ним зіграти…
«Але до чого це все? Арбакл підписав з ним контракт і, мабуть, придумав що-небудь в тому ж роді. І чому я не подумав про це раніше!»…

Чарлі дуже сильно засмутився, що упустив можливість запросити Джекі. Однак як стало відомо наступного дня, Чарлі і співробітники його студії помилилися. Роско Арбакл уклав контракт на знімання не Джекі, а його батька. Чарлі негайно зустрівся з батьком Джекі і контракт, який пізніше зробить Джекі відомим актором, був укладений.

### Фільм«Малюк»

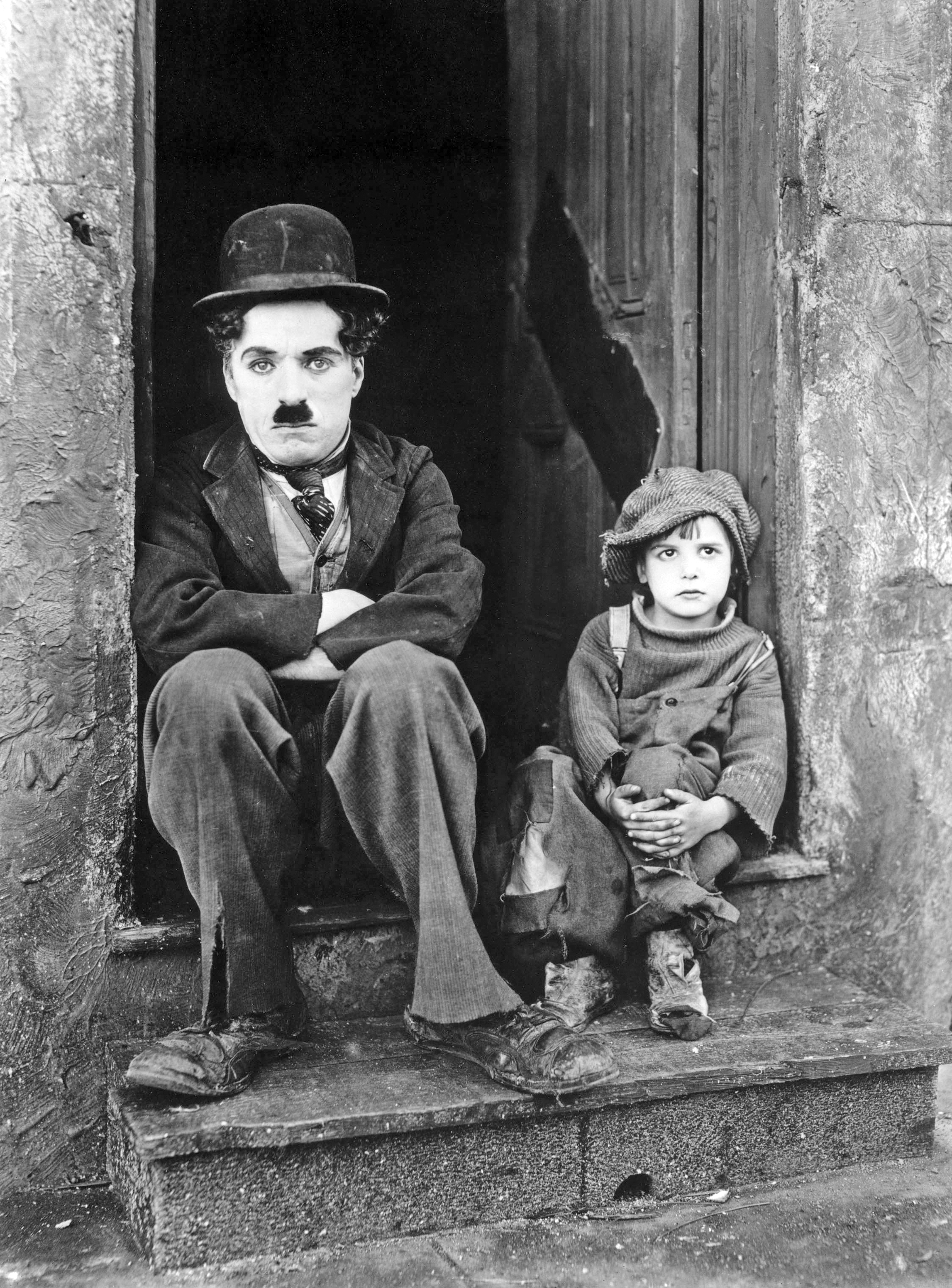
Чарлі Чаплін та Джекі Куґан під час фільмування стрічки «Малюк»

Знімання фільму, який спочатку отримав назву «Безпритульний», почали в липні 1919 року. Цей фільм повинен був стати черговою роботою Чарлі в рамках його контракту з «First National». Контракт на знімання Джекі в цьому фільмі був укладений з його батьком, який також повинен був знятися у фільмі в невеликій ролі. Згідно з умовами контракту, Чарлі мав сплачувати Джекі $ 75 на тиждень, а його батькові — $ 125.
Проте вже в процесі роботи над фільмом Чарлі перейменував його в «Малюк», оскільки роль Джекі по сюжету виявилася більш значущою, ніж він припускав спочатку. Чарлі настільки захопився зйомками, що порушив усі можливі терміни здачі роботи, і його контракт зі студією «First National» був під загрозою розірвання. Студія все ж дала Чарлі додатковий час на завершення фільму, коли побачила процес знімання і гру Джекі. Знімання фільму тривало 154 робочих дня, а ще 118 робочих днів знадобилося на його монтаж. На фільм було витрачено 200 000 футів плівки, що було абсолютно унікально для того часу.
Прем'єра фільму «Малюк» відбулася в Нью-Йорку 21 січня 1921. Фільм йшов в прокаті з великим успіхом. Сам Чарлі пояснював успіх цього фільму тим, що йому вдалося поєднати в ньому одночасно трагедію і комедію, що раніше ніколи не застосовувалося. Цим фільмом Чарлі вдалося не тільки привернути увагу громадськості до проблеми бездомних, а й представити світу Джекі як актора і сформувати тематику його майбутніх фільмів.
Гра Джекі в цьому фільмі була визнана чудовою. Через деякий час після прем'єри фільму Джекі і його батьків відвідали журналісти провідних газет, щоб поставити кілька запитань.
Між Чарлі і Джекі в процесі знімання цього фільму встановилися дуже дружні стосунки. Чарлі називав Джекі своїм партнером, і після завершення роботи над фільмом неодноразово відвідував їх сім'ю, давав поради і рекомендації, і спостерігав за його подальшими успіхами. Однак незважаючи на успіх їхньої спільної роботи, Чарлі не став продовжувати співпрацю з Джекі. Як бонус за участь Джекі в цьому фільмі Чарлі заплатив його батькові додатково $ 5000.

### Контракт з «First National»
Першою людиною, який вирішив повторити успіх співпраці з Джекі, був Сол Лессер, один із співзасновників кіностудії «First National». 1921 року він підписує контракт з батьком Джекі на знімання його сина у фільмі «Поганий хлопчик Пека». Сценарій для цього фільму був написаний за мотивами популярного в той час однойменного роману Джорджа Вілбура Пека. Оскільки Сол тоді працював самостійним продюсером, фільм було вирішено знімати на кіностудії «Selig Film Company». За знімання в цьому фільмі Джекі мав отримувати $ 5000 на тиждень. Однак знімання незабаром припинили через банкрутство кіностудії.
Знімання було вирішено продовжити на кіностудії «First National», зменшивши оплату за участь Джекі в цьому фільмі до $ 1000 на тиждень. Прем'єра стрічки відбулася навесні 1921 року й отримала безліч захоплених відгуків. Співпрацю було визнано успішною, і «First National» уклала контракт з батьками Джекі на подальше знімання їхнього сина.
В цьому ж році студія починає знімання фільму «Мій хлопчик», знову повертаючись до сюжетної лінії, обраної Чарлі у фільмі «Малюк». Сценарій нового фільму був написаний Солом спільно з Альбертом Остіном, але сам фільм знімався і монтувався під чітким керівництвом батька Джекі. Однак цей фільм не був успішним і не приніс ніякої вигоди. На знімання фільму було витрачено $ 60 000, в той час як збори від його показу склали тільки $ 50 000. Його сюжет був практично повністю скопійований з фільму «Малюк».
У наступних фільмах продюсерами було вирішено відмовитися від гумористичної складової, і нові фільми за участю Джекі стали сумними драмами, хоча й зі щасливим кінцем. Це рішення зробило фільми успішнішими, а Джекі заслужив звання «великого трагічного героя».
До 1923 року, коли на екрани вийшов фільм «Батько», Джекі вже був одним із найзатребуваніших і високооплачуваних акторів Голлівуду, хоча до того моменту йому було всього 9 років.

### Корпорація «Jackie Coogan Productions»

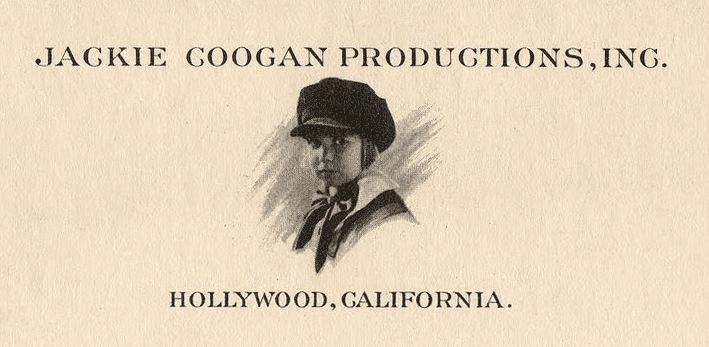
Офіційний логотип корпорації «Jackie Coogan Productions»

Влітку 1922 батьки Джекі звернулися до Верховного Суду Лос-Анджелеса, щоб отримати роз'яснення з ряду питань. До цього моменту всі контракти на знімання Джекі укладалися з його батьком, і багато хто став ставити запитання щодо того, як і куди витрачаються ці гроші. Батьки Джекі хотіли не тільки розвіяти сумніви громадськості, а й захистити капітал свого сина в разі непередбачених обставин.
У той час в законодавстві Каліфорнії не було чітко розписано, як слід розпоряджатися капіталом, накопиченим дитиною в дитинстві. Фактично всі ці гроші належали батькам дитини. Тому суд дав їм право розпоряджатися капіталом Джекі повністю і на свій розсуд. Батько Джекі був призначений керуючим справами свого сина і отримав право укладення всіх контрактів, а мати — фінансовим менеджером і відповідальною особою за його капітал.
Батьки Джекі також подали петицію, яка з цього моменту встановлювала, що всі зароблені їх сином гроші належать тільки йому, а вони зобов'язуються зберегти їх до того моменту, коли Джекі зможе розпоряджатися грошима самостійно. Петиція була прийнята судом, з урахуванням того, що батьки Джекі будуть час від часу надавати фінансову звітність для контролю.
Однак в січні 1923 роки батьки Джекі знову відвідали будівлю суду і скасували своє попереднє рішення. До цього моменту батько Джекі заснував корпорацію, щоб більш ефективно управляти капіталом свого сина. Корпорація отримала назву Jackie Coogan Productions і була офіційно зареєстрована на початку грудня 1922 зі статутним капіталом лише в $ 60 000. З цього моменту всі контракти на знімання Джекі повинні були укладатися з корпорацією, а гроші — розподілятися певним чином між Джекі і його батьками.
У багатьох інтерв'ю, які Джекі давав вже будучи в дорослому віці, він зазначав, що у його батька виявилися відмінні підприємницькі та організаторські здібності. Навіть не маючи необхідної освіти та досвіду, його батько цілком успішно керував корпорацією, виступав директором, менеджером, бухгалтером, продюсером, а також писав сценарії, і навіть сам монтував фільми. Під його керівництвом бюджет багатьох фільмів вдалося скоротити до мінімуму і тим самим збільшити доходи корпорації.
У 1923 році все ж була найнята досвідченіша людина для управління корпорацією. Батьки Джекі планували вкладати гроші в автомобільний бізнес, а це вимагало грамотнішого і досвідченішого керівництва. Новим керівником корпорації став бізнесмен Артур Бернштейн, який приїхав в Сан-Франциско з Нью-Йорка на щорічну бізнес-зустріч. Батько Джекі запропонував йому зарплату в $ 10 000 в тиждень, і він одразу ж погодився. Артур швидко став не тільки ведучим людиною корпорації, а й фактично членом їхньої сім'ї. Батько Джекі з цього моменту зміг присвятити себе повністю просуванню Джекі.
За свою історію «Jackie Coogan Productions» зніме 33 фільми, з яких 3 — зі звуком. Корпорація буде ліквідована в 1939 році за взаємною згодою засновників.

### Бренд «Jackie Coogan»
В 1920-х батько Джекі підписує безліч контрактів на випуск брендових товарів з ім'ям свого сина. Першим кроком до монетизації образу Джекі послужили статті, активно друкувалися в місцевих газетах з моменту виходу фільму «Малюк» (1921). За кожну статтю, присвячену Джекі, його батько отримував кілька центів. А в середині 1920-х пропозиції задіяти Джекі в тому чи іншому заході або в рекламі надходили постійно. Фотографія Джекі, вміщена на тому чи іншому товарі, істотно збільшувала його продажу.
Під брендом «Jackie Coogan» з'являються: одяг, іграшки, шкільне приладдя, кондитерські вироби. Всього було випущено близько 60-ти найменувань різних товарів. Найпопулярнішими товарами були кепки і ляльки. Лінія брендового одягу приносила корпорації «Jackie Coogan Productions» приблизно $ 100 000 доходу на рік. Джекі також рекламував іграшки і сигарети. Деякі з цих товарів можна придбати і зараз на аукціоні eBay.

### Благодійність
Популярність Джекі використовувалася також і для благодійних цілей. 1922 року батьки Джекі отримали пропозицію від «Near East Foundation» задіяти їх сина в кампаніях по збору гуманітарної допомоги. Образ «маленької бродяги», який продовжував бути провідним у фільмах Джекі, повинен був привернути увагу громадськості до проблем голодуючих дітей Сходу. У той же час сама участь Джекі в цих кампаніях могло збільшити інтерес до нього самого. Батьки погодилися, і з цього моменту більшість місць, де демонструвалися фільми Джекі, перетворилися на пункти збору гуманітарної допомоги, а вхідним квитком на черговий сеанс стала банка сухого молока.
В серпні 1924 року Джекі разом з батьком, менеджером «Jackie Coogan Productions» і своїм персональним учителем, вирушає в міжнародний тур «10,000-mile Jackie Coogan Million Dollar Near East Relief Milk Campaign», щоб зібрати гроші, продовольство і одяг для десятків тисяч дітей, що залишилися без даху над головою в греко-турецькій війні 1922. Ця подорож займе у нього 4 місяці, він відвідає 25 міст на території США і 5 європейських країн, а також зустрінеться з багатьма відомими людьми. У тих місцях, де він проїжджає, влаштовуються пункти збору гуманітарної допомоги та урочисті заходи.
Кампанія завершилася восени в Греції. Внаслідок цього заходу вдалося зібрати одягу та продовольства на $ 35 000 000, а Джекі був нагороджений кількома медалями. Джекі разом з батьком в рамках цього туру також дали кілька виступів в Європі.

### Контракт з«Metro Pictures»
У 1923 році термін контракту з «First National» підійшов до кінця, і батько Джекі отримав безліч пропозицій від інших провідних кіностудій і приватних продюсерів. Перевагу було віддано «Metro Pictures», яка запропонувала контракт на $ 1 000 000 і $ 500 000 як бонус за його підписання.
Новий контракт був розрахований на 2 роки, протягом яких Джекі мав знятися в 4-х фільмах. «Jackie Coogan Productions» також мала одержувати 60 % від виручки з цих фільмів протягом року після виходу їх в прокат. Джекі міг знятися і в більшій кількості фільмів, але його батько через рік після підписання цього контракту встановив обмеження, згідно з яким Джекі міг зніматися максимум в 2-х фільмах на рік, щоб мати можливість отримати освіту.
У віці 10 років Джекі поступив в «Міську Військову Академію». У той час ця академія була єдиною приватною школою в Каліфорнії, і тут навчалися багато дітей з відомих і забезпечених сімей. Навчання у цій школі здійснювалася на основі повного пансіону, тому Джекі повертався додому тільки на вихідні, а зніматися в кіно міг тільки під час канікул.
Під час дії цього контракту, згідно з його умовами, Джекі заробляв $ 25 000 в тиждень, батько Джекі — $ 5000 на тиждень, а мати Джекі — $ 1000 на тиждень.
Першою ж роботою в рамках цього контракту став фільм «Хай живе Король», знятий за однойменним романом Мері Робертс Райнхарт. Знімання фільму обійшлося «Metro Pictures» в $ 600 000, більша частина яких була витрачена на спорудження декорацій і костюмів. До кінця 1923 року його визнали одним з найкращих з усіх коли-небудь знятих до цього моменту фільмів.
У 1924 році «Metro Pictures» була об'єднана разом з іншими невеликими студіями в корпорацію, яка дістала назву «Metro-Goldwyn-Mayer». Батько Джекі розвинув під своїм керівництвом на студії активну кінознімальну діяльність, самостійно розподіляв бюджет фільмів Джекі, чинив вплив на прийняті студією рішення. Керівництво корпорації в особі Луїса Маєра, було не завжди згідно з тим, як батько Джекі веде зйомки. В результаті до моменту закінчення термінів чергового контракту між батьком Джекі і керівництвом виник серйозний конфлікт, і дія контракту не була продовжена. Студія була рада «позбутися» від такого «дорогого» актора, інтерес до якого до цього моменту вже стрімко почав падати.
Пізніше Луїс Маєр пригадає Джекі цей конфлікт і «помститься» йому тим, що заборонить провідним кіностудіям, які перебували під його контролем, запрошувати Джекі зніматися в кіно. Це було однією з причин невдач вже дорослого Джекі в кіно в післявоєнний час.

### Контракт з«Paramount Studios»
Новий контракт не змусив себе чекати. «Paramount Studios» запропонувала Джекі взяти участь в її перших звукових фільмах: «Том Сойєр» (1930) і «Гекльберрі Фінн» (1931) . Під час дії цього контракту Джекі заробляв $ 7500 на тиждень. Однак особливого інтересу у глядача ці фільми не викликали, незважаючи на високу популярність однойменних романів.
Джекі між тим був зайнятий підготовкою до вступу в університет. Він навчається в різних приватних підготовчих школах і у приватних викладачів. 1932 року, як і радили йому батьки, він поступає в Університет Санта-Клари, щоб отримати освіту в бізнес- і юридичній сферах. Однак незабаром його відраховують звідти за неуспішність і погану поведінку. Він переходить в «Університет Південної Каліфорнії». Незабаром його відраховують і звідти з тих же причин. Більше нікуди Джекі поступати не намагався і просто чекав свого повноліття, коли він повинен був отримати свої гроші.

### Переломний момент
До 1933 року інтерес до Джекі згас настільки, що «Jackie Coogan Productions» довелося підписати контракт з «Talisman Studios» на знімання Джекі в серії короткометражних низькобюджетних фільмів. Фактично кар'єра Джекі в кіно підійшла до кінця.
Джекі між тим намагається почати самостійну кар'єру в шоу-бізнесі. Разом з Джуніором Даркіном, з яким вони разом знімалися у фільмі «Том Сойєр» (1930) і Робертом Хорнером, сином однойменного режисера, вони будують плани на знімання свого першого самостійного фільму. Але цим планам не судилося збутися.
4 травня 1935, повертаючись зі свого ранчо, Джекі, його батько, Джуніор Даркін, Чарльз Джонс і Роберт Хорнер потрапляють в автокатастрофу на шосе між Сан-Дієго і Імперіал-Валлі. Близько Сан-Дієго їх машина на величезній швидкості з'їжджає з дороги в кювет і кілька разів перевертається. Джекі залишиться єдиним вижившим в цій автокатастрофі.
Пізніше Джекі розповість слідству, що за кермом автомобіля був його батько, і йому довелося різко вивернути кермо, оскільки їх підрізав інший автомобіль. Однак жодних свідків цієї події знайдено не буде, а пізніше також буде з'ясовано, що батько Джекі керував автомобілем у стані алкогольного сп'яніння і суттєво перевищив швидкість.
Після цих трагічних подій у житті Джекі і його сім'ї відбулися серйозні перетворення. Управління «Jackie Coogan Productions» перейшло до матері Джекі. Крім цього, через деякий час вона одружилася з менеджером їх корпорації, Артуром Бернштейном, а Джекі став часто чути неприємні для нього розмови, що своїх грошей він не отримає.

### Судовий процес
Джекі до свого повноліття опинився у вельми скрутному становищі. Весь час до цього всі гроші, які він заробляв, отримували його батьки. «Jackie Coogan Productions» щотижня платила йому певну суму, але оскільки Джекі ще не міг розпоряджатися цими грошима, його батьки згідно своїй обіцянці, повинні були зберігати їх на майбутнє.
Щотижня, починаючи з моменту заснування корпорації «Jackie Coogan Productions» і до моменту свого повноліття, Джекі отримував лише приблизно $ 6 на кишенькові витрати. Тепер, коли йому виповнився 21 рік, не було і цих грошей. Зніматися в кіно його більше не запрошували, його спроба почати самостійну кар'єру в шоу-бізнесі не вдалася, і фактично йому не було на що існувати. Йому навіть було ніде жити, оскільки вся нерухомість та інше майно, придбане батьками на зароблені ним гроші, було приписано їм же.
Джекі неодноразово звертається до своєї матері з бажанням отримати свої гроші, проте ніяких результатів це не приносить. У квітні 1938 року він звертається до суду і пред'являє позов своїм матері і вітчиму на $ 4 000 000. Саме така сума, за підрахунками Джекі, була зароблена ним у період з 1921 по 1938 рік.
У своєму позові Джекі стверджував, що батько постійно запевняв його, що зароблені ним гроші відкладаються для нього, і будуть передані йому, коли він досягне повноліття. Коли ж нарешті йому виповнився 21, ніяких грошей він так і не отримав. У той же час його мати, викликана в суд за цим позовом, повідомила, що ніколи і ні в якій формі таких обіцянок вони Джекі не давали.
Однак незабаром їй довелося відмовитися від цих слів, оскільки адвокати Джекі в такому випадку могли скасувати право розпоряджатися його грошима, яке було дано його батькам в 1922-му і 1923 році замість обіцянки зберегти його гроші. З цього моменту вона стверджувала, що Джекі був безвідповідальною людиною, і йому не можна було довірити такі гроші. Вона також уточнила, що грошей Джекі заробив значно менше, приблизно $ 1 300 000.
В ході первинного розслідування, коли судді були надані документи «Jackie Coogan Productions», було знайдено підтвердження, що батько Джекі заснував корпорацію саме для того, щоб зберегти капітал Джекі на його майбутнє. Крім того, за батька Джекі і його обіцянку зберегти капітал свого сина поручився актор Воллес Бірі, який неодноразово співпрацював з ним. В результаті підозра впала на менеджера «Jackie Coogan Productions», Артура Бернштейна, який практично відразу після трагічних подій одружився з матір'ю Джекі. Адвокатом Джекі було висловлено припущення, що він міг вплинути на його матір і заборонити їй віддати гроші Джекі. Однак незабаром його алібі було також підтверджено, і розслідування було відкладено до детального вивчення фінансових документів корпорації.
Справа затягується на 18 місяців. Джекі довелося пройти через безліч неприємних свідчень та слухань. Його мати на судових процесах постійно вказувала на закон, згідно з яким вони, як батьки, мали всі права на використання капіталу своєї дитини. Вона була згодна, що Джекі заробив ці гроші, але вони не належали йому. Крім того, вона постійно стверджувала, що для Джекі знімання було лише розвагою і грою.
У заключному звіті фінансового розслідування було встановлено, що корпорація «Jackie Coogan Productions» в період з 1923 по 1936 заробила понад $ 3 000 000. Однак з усіх цих грошей залишилося приблизно $ 250 000. Головним марнотратом капіталу корпорації виявився покійний батько Джекі, який, крім цього, ще й виявився боржником — його борг становив приблизно $ 85 000. Також було з'ясовано, що батьки ніколи не відкладали для Джекі ніяких грошей.
Були встановлені і мотиви дій батьків Джекі. Гроші, які «Jackie Coogan Productions» отримувала від усіх контрактів, батьки Джекі вирішили не зберігати на рахунку в банку, а вкладати в нерухомість і різний бізнес. До свого повноліття Джекі мав стати не тільки власником всього стану корпорації, а й одержувати належні йому гроші від якогось працюючого бізнесу. Однак ці задумки виконати не вдалося по ряду причин.
Основні гроші корпорації були «втрачені» в результаті невдалих інвестицій і необдуманих витрат. Батьки Джекі скуповували все, що на їх думку було грамотним вкладенням грошей: нафтові вишки, бензоколонки, поля для гольфу, невеликі виробництва і різну нерухомість. Позаяк у них не було необхідних навичок ведення бізнесу, незабаром ці придбання ставали збитковими і їх доводилося продавати. Значна частина грошей також була вкладена в акції «General Motors», які були втрачені в результаті обвалу ринку в середині 1920-х.
У Джекі також не виявилося абсолютно ніяких здібностей до ведення бізнесу, — він навіть не зміг отримати необхідну освіту. Спроби батьків залучити його до управління справами ні до чого не привели — Джекі вимагав свої гроші, а вони всі були вкладені в справу.
Основний конфлікт між ними виник у той момент, коли Джекі вирішив одружитися з Бетті Грейбл. Це весілля припускало, що Джекі доведеться витратити на Бетті величезні гроші. Джекі був упевнений, що такі гроші у нього є, проте його батьки знали зворотне.
У 1939 році Джекі, його мати і вітчим приходять до рішення ліквідувати корпорацію і поділити весь капітал і майно. В результаті підписання цієї угоди Джекі отримав $ 126 000, будинок в Лос-Анджелесі і права на деякі свої фільми. Однак отримані ним плівки були вже нікому нецікаві, в своєму будинку в Лос-Анджелесі Джекі не з'являвся, оскільки він навіював йому спогади дитинства, а гроші дуже швидко закінчилися. Частина грошей пішла на закриття різних боргів та оплату послуг адвокатів, іншу ж частину Джекі вклав в авторемонтний бізнес. Оскільки у нього не було необхідних навичок, ці вкладення були фактично втрачені.

### «Закон Куґана»
Під час судового процесу, ініційованого Джекі, було визнано, що законодавство штату Каліфорнії має серйозні прогалини щодо захисту капіталу, накопиченого дитиною в дитинстві. У суспільстві і пресі стали з'являтися хвилювання, що інших дітей-акторів, Ширлі Темпл, Міккі Руні, Джейн Вітерс, Діну Дурбіну, Фредді Бартолом'ю, мабуть, чекає доля Джекі. Член місцевого законодавчого органу пообіцяв незабаром прийняти закон, який би надалі дозволив уникнути подібної ситуації, в якій опинився Джекі.
Як і було обіцяно, в 1939 році з'являється закон, що отримав назву «Закон Куґана», також відомий під іншими назвами: «Coogan Act», «Coogan Bill», «California Child Actor's Bill», покликаний зберегти капітал, зароблений дитиною в дитинстві. Зміст цього закону полягає в тому, що роботодавець з цього моменту міг укласти контракт на залучення дитини до творчих робіт тільки в тому випадку, якщо певний відсоток від суми цього контракту буде перерахований на особистий рахунок дитини або в якийсь інший ощадний фонд. На момент створення закону ця сума становила 50 % від суми контракту. Ці гроші будуть належати дитині, але він зможе скористатися ними тільки по досягненні повноліття. Так Джекі і ситуація, в якій він опинився, зробили великий внесок в розвиток кінематографа.
Цей закон і сьогодні є одним з найважливіших законів штату Каліфорнія, що захищають капітал дитини-актора. Починаючи з 2000 року, відповідно до нової версії закону, сума відрахувань на особистий рахунок дитини повинна складати як мінімум 15 %, але може бути збільшена за бажанням батьків.
При укладенні контракту на залучення дитини до творчих робіт один з батьків дитини стає відповідальною особою, з яким безпосередньо і укладається контракт. Для організації ощадного фонду батьки повинні відкрити в одному з банків спеціальний рахунок, який називається «Рахунок Куґана».

### Військова служба

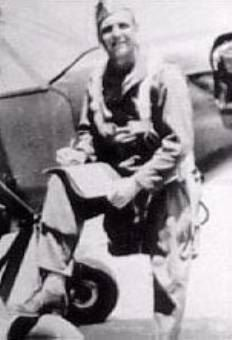
Джекі Куґан на посаді льотного офіцера

У березні 1941 Джекі вирішує вирушити на військову службу, щоб хоч якось вирішити свої фінансові проблеми. Його приймають санітаром в Медичний корпус, а через деякий час він буде переведений в Корпус Військово-повітряних сил за своїм бажанням. Це стало можливим, бо Джекі в підлітковому віці закінчив військову академію і отримав ліцензію пілота. Тут він вдосконалить свої знання та навички в області льотної справи, а також отримає звання льотного офіцера.
Після цього Джекі працював викладачем льотної справи і служив у Бірмі добровольцем Першої повітряно-десантної групи. Під час операції в Бірмі в березні 1944 року він був першим пілотом планера, який посадив Союзницькі війська позаду розташування противника. У травні 1945 року він повернувся додому, а в грудні цього ж року він був повністю звільнений від військових зобов'язань, відслуживши 5 років. Пізніше він був нагороджений Повітряною медаллю США за особливі заслуги.

### Повернення в кіно
Після повернення з фронту Джекі знову мріє про те, щоб зніматися в кіно. Його повернення зустрічають з радістю, але роботи для нього в шоу-бізнесі немає. Повоєнний Голлівуд зазнав серйозні зміни. Багато студій розорилися, інші ж були сильно обмежені у фінансах.

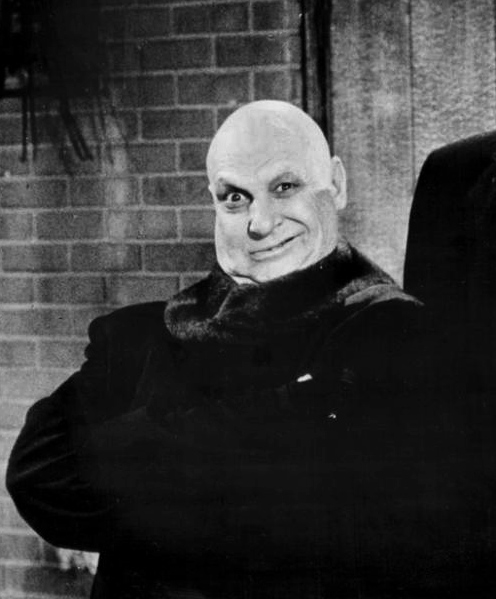
Джекі Куґан в ролі дядька Фестера

Він береться за будь-яку роботу. У 1946 році він бере участь в кампаніях по залученню приватного капіталу на військові цілі. В 1950-х він працює в сфері продажів і обіймає посаду менеджера з реклами з продажу витяжок для кухонних плит, а також продає фотоапарати та уживані легкомоторні літаки. Завдяки збереженим зв'язкам, йому вдається час від часу повертатися в шоу-бізнес: він продюсував балет на льоду і з'являвся в нічних клубах.
У 1947 році він отримує можливість повернутися в кіно. Разом з Джекі Купером вони знімаються у фільмі «Тут був Кілрой». З цього моменту Джекі зніматиметься в кіно до кінця свого життя практично постійно. Однак здебільшого все це були незначні ролі актора другого плану і в епізодах. Його також запрошували як почесного гостя на різні події в світі шоу-бізнесу.
Неможливість знову повторити колишній успіх дуже засмучує Джекі, він все частіше намагається знайти вихід в алкоголі, і один раз навіть був заарештований за водіння в нетверезому вигляді. Вважається, що він також мав проблеми з наркотиками — в 1961 році він був заарештований за зберігання марихуани.
Джекі зміг лише віддалено наблизитися до своєї колишньої популярності, отримавши в 1964 році роль дядька Фестера в телесеріалі «Сімейка Аддамс».

### Останні роки

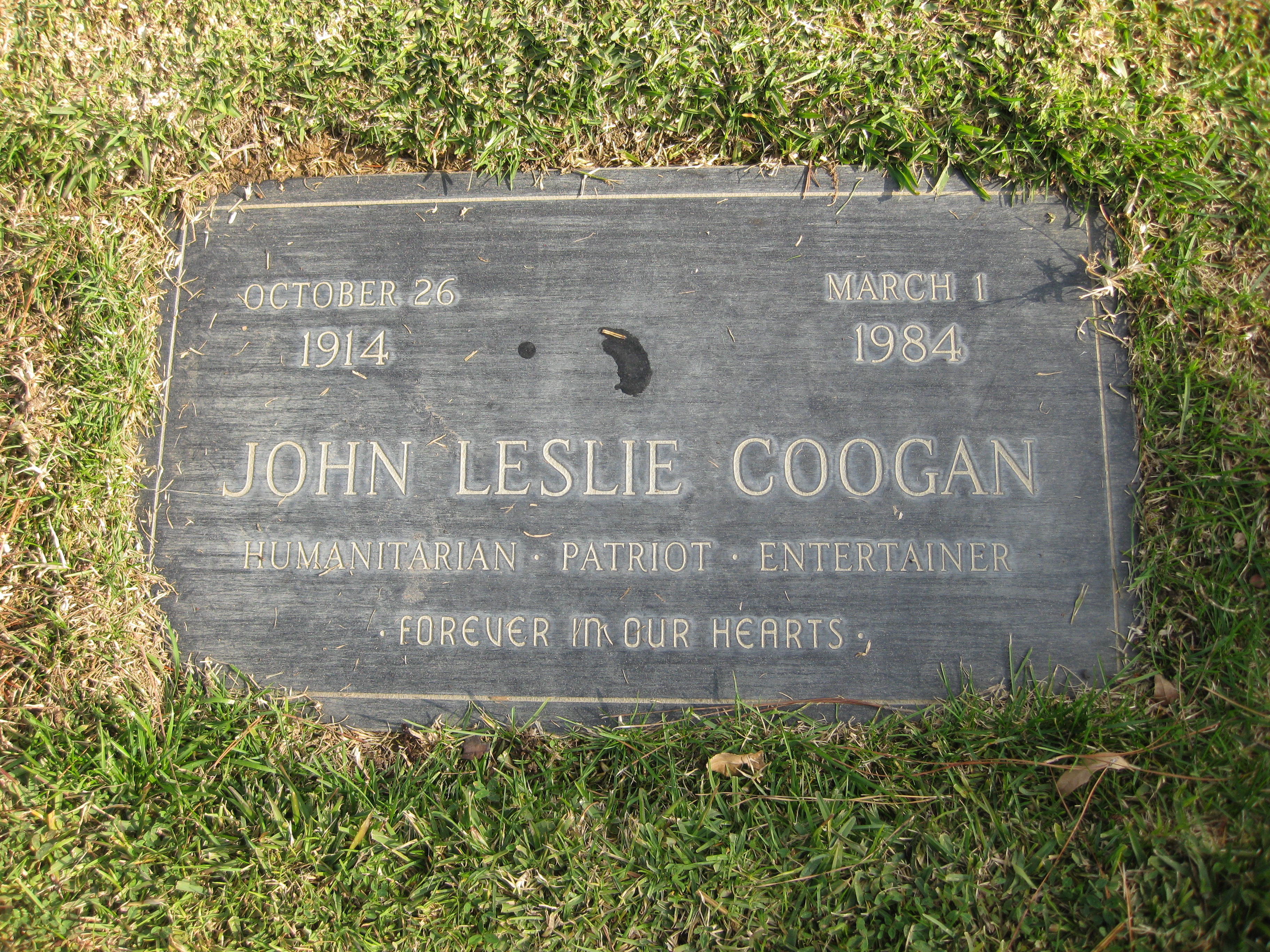
Надгробна плита Джекі Куґана

Останні роки свого життя Джекі провів в Палм-Спрінгс. У Джекі були серйозні проблеми зі здоров'ям, які, зі слів його дочки, були викликані побічним ефектом від його «красивого» життя: малорухливим способом життя, схильністю до нездорової їжі, зловживанням алкоголем і сигаретами.
Джекі Куган помер 1 березня 1984 року в віці 69 років від інфаркту в «Медичному центрі Санта-Моніка». Похований на католицькому цвинтарі Святого хреста у Калвер-сіті, штат Каліфорнія.

## Дружини і діти
1. Бетті Грейбл, акторка.
Весілля: 20 листопада 1937.
Розлучення: 11 жовтня 1939.
2. Флауер Паррі (англ. Flower Parry).
Весілля: 10 серпня 1941.
Розлучення: 29 червня 1943. 
Діти:
  1. Син: Джон Ентоні Куґан (англ. John Anthony Coogan) (народився 4 березня 1942), письменник і продюсер стереофільмів.
3. Енн Мак-Кормак (англ. Ann McCormack), акторка.
Весілля: 26 грудня 1946.
Розлучення: 20 вересня 1951.
Діти:
  1. Дочка: Джоан Доллівер Куґан (англ. Joann Dolliver Coogan) (народилася 2 квітня 1948).
4. Доротея Одетта Генсон (англ. Dorothea Odetta Hanson), також знана як «Доротея Лампхер» (англ. Dorothea Lamphere) і під псевдонімом «Доді» (англ. Dodie), танцівниця.
Весілля:квітень 1952.
Діти:
  1. Дочка: Леслі Діана Куґан (англ. Leslie Diane Coogan) (народилася 24 листопада 1953). Її син — актор Кіт Куґан (англ. Keith Coogan) (народився 13 січня 1970), що почав зніматися в 1975 році. Кіт від народження мав прізвище «Мітчелл», але в 1986 він змінив її на «Куґан».
  2. Син: Крістофер Фентон Куґан (англ. Christopher Fenton Coogan) (9 липня 1967 — 29 червня 1990). Крістофер загинув 29 червня 1990 в аварії за участю мотоцикла в Палм-Спрінгс.

## Цікаві факти
- Під час знімання фільму «Поганий хлопчик Пека» Джекі отримав серйозну травму голови. Машина, в якій Джекі, його батько і працівники кіностудії їхали на зйомки, потрапила в аварію. Більше за всіх постраждав Джекі. Він потррапив до лікарні без свідомості і кілька днів перебував у комі. Однак через 14 днів він повністю відновився і зміг повернутися до зйомок. В деяких інтерв'ю Джекі стверджував, що у нього був подвійний перелом черепа[12].
- У віці 2-х років Джекі вільно вмів говорити на поросячій латині.
- Коли Джекі вперше познайомили з Чарлі Чапліном, перша річ, яка вразила хлопчика, це були вуса Чарлі, які могли зніматися і вдягатися.
- У багатьох інтерв'ю Джекі стверджував, що його спогади про своє дитинство починаються з того моменту, коли він вперше був виведений своїм батьком на сцену в Сан-Франциско.
- Танець шиммі у виконанні Джекі можна побачити у фільмі «Мій хлопчик» (1921).
- Найуспішнішим для Джекі виявився 1923-й рік, протягом якого він заробив майже $ 1 000 000.
- У 1923 році «Metro Pictures» заплатила Джекі і його батькам $ 500 000 як бонус за підписання контракту. Половину цих грошей довелося виплатити державі як податки.
- У 1927 році Джекі вирішив змінити стрижку. Однак за умовами контракту з MGM Джекі не міг змінювати свій зовнішній вигляд, в тому числі і стрижку. З цього приводу довелося навіть скликати збори і переписувати контракт, але дозвіл все ж було дано. Щоб не шокувати шанувальників Джекі, на цю тему був знятий фільм «Джонні підстригся».
- До того моменту, коли Джекі виповнилося 13 років, він побував в Нью-Йорку цілих 18 разів.
- За 15 хвилин до автокатастрофи 4 травня 1935, що забрала життя 4-х людей, Джекі помінявся місцями з одним з пасажирів, щоб йому було зручніше спілкуватися, і зайняв місце в відкидному сидінні. Це врятувало йому життя.
- Після автокатастрофи 4 травня 1935 проти Джекі було подано кілька позовів від родичів загиблих, які потребують компенсації на $ 300 000. Однак позови були відхилені судом[35].
- Під час військової служби, перебуваючи в Бірмі, Джекі виграв в покер $ 26 000.
- У Національному музеї Військово-повітряних сил США зберігається військова форма Джекі.
- Щоб отримати роль дядька Фестера в телесеріалі «Сімейка Адамс», Джекі самостійно придумав і реалізував образ своєї майбутньої ролі: підстригся наголо, зшив костюм, розробив манеру поведінки і розмови.
- Одну з нагород Голлівуду, яку присуджують молоді за досягнення в кіно, названо а честь Джекі.
- Улюбленою грою Джекі протягом усього життя був гольф, в який він почав грати ще в дитинстві.